# Polignac, Haute-Loire

Polignac este o comună în departamentul Haute-Loire, Franța. În 2009 avea o populație de 2,782 de locuitori.